# Dapanoptera latifascia
Dapanoptera latifascia là một loài ruồi trong họ Limoniidae. Chúng phân bố ở miền Australasia.